# Мантос Економу
Мантос Економу ( грец. Μάνθος Οικονόμου  ; 1754 - 22 серпня 1820) - грецький член таємної організації «Філікі Етерія», приватний секретар і радник Алі-паші з Яніни.
Економу стратили османські війська.

## Біографічні відомості
Економу народився в 1754 році в Кукулі Загорського краю.  Щоб навчатися у престижних міських школах, він оселився в Яніні.  Завдяки своїм знанням та сильній особистості він потрапив  до двору Алі, а незабаром  став одним із його найвидатніших і найнадійніших радників. В 1807 році, згідно з теорією,  Врятував від вірної смерті видатного грецького вченого і священика Константиноса Економоса Економона.
У період з 1817 по 1819 рік брав участь у переговорах з англійцями щодо придбання прибережного міста Парга від імені Алі-паші. Аби добитися зменшення кількості біженців, щоб зменшити розмір компенсації, яку паша повинен був заплатити, він намагався відмовити жителів Парга, які вирішили покинути свої домівки і шукати притулку на Іонічних островах, побоюючись Алі-паші. 
Для цього, він намагався підкупити, правда безуспішно, міліцію міста. Того ж року його брат Христодулос запросив Економу до «Філікі Етерія» Потім Мантос Економу ініціював перекладача та радника Алі-паші Спіроса Коловоса.  Економу зіграв ключову роль у переході султанських військ таких командирів Алі, як Омер Вріоні, Тахір Абаз, Аго Васіярдж тощо, під час війни Алі-паші з піднесеною Портою За словами Ламброса Куцонікака, існувала домовленість між Економу та двома пашами (Ісмаїл-пашею та Махмудом Драмалі), які йшли проти Яніни. 
Побоюючись розкриття його дій  та лишитись життя, Економу перебіг і втік до Мецово, де мав намір зустрітися зі старим знайомим Ісмаїл-пашею та запропонувати йому свої послуги. Але він був схоплений авангардом Драмалі, і після допиту  страчений у серпні 1820 р. Можливо, він став жертвою особистого суперництва між Ісмаїлом та Драмалі. 

## Посмертна слава
Мантос Економу позитивно представлений частиною істориків та письменників. За словами Іоанніса Ламбрідіса, Економу був благодійником Загорі, оскільки він дбав про збереження привілеїв, якими користувався цей регіон. Спірідон Аравантінос стверджує, що акція Еконоу принесла користь його співгромадянам і допомогла роботі Filiki Eteria .  Крім того, Димитріос Кампуроглу позитивно оцінив Економу у Сучасній енциклопедії Eleftheroudaki ( Σύγχρονος Εγκυκλοπαίδεια Ελευθερουδάκη ) для Economou. 
Навпаки, Трифонас Еваггелідіс згадує його як сварника та одного з " огидних силовиків " Алі-паші  